# José Maria de Melo
José Maria de Melo (Viçosa, 1908 — Maceió, 30 de janeiro de 1984) foi um político brasileiro. Exerceu o mandato de deputado federal constituinte pelo Alagoas em 1946.